# طراز 100 تي-ري
كانت المركبة طراز 100 تي-ري مركبة مُراقبة مدفعية للجيش الإمبراطوري الياباني تستخدم في تحديد مواقع واستطلاع المدافع ذاتية الدفع والمدفعية الثابتة.

## تصميم
استنادًا إلى هيكل دبابة طراز 97 تي-كي، بدأ إنتاج المركبة في عام 1940م. كانت طراز 100 تي-ري قادرة على استيعاب طاقم من ستة إلى ثمانية أفراد، بينما صُممت لحمل معدات المراقبة والراديو. كانت المقصورة الخلفية مخصصة للمراقبين ومشغل الراديو بدلاً من استخدامها لتخزين البضائع أو القوات. وقد تم تجهيزها بجهاز راديو كبير ومعدات مراقبة وبكرة كابل. العدد الدقيق للوحدات المحولة والمنتجة غير معروف. تتراوح التقديرات بين 80 أو 100 إلى 150 وحدة منتجة. وقد استخدمت بشكل رئيسي في الحرب الصينية اليابانية الثانية. 

## التشغيل
باستخدام أجهزة الراديو والمراقبة، كان المراقبون يحددون الأهداف وينقلونها إلى مواقع المدفعية. وكانوا يراقبون نيران المدفعية ويعطون تصحيحات إطلاق النار للأهداف عند الحاجة.